# 4C +41.17
4C +41.17 — це радіогалактика, розташована в сузір'ї Візничого. Вона є однією з найбільш віддалених галактик, які вдалося спостерігати. Завдяки вимірюванню червоного зсуву зі значенням 3,79, астрономи визначили, що ця галактика знаходиться приблизно за 11,7 мільярда світлових років від Землі. Це означає, що світло від неї, яке ми бачимо сьогодні, почало свою подорож ще у далекому минулому, коли Всесвіту було лише близько 1,6 мільярда років. Коли 4C +41.17 відкрили у 1988 році, вона була однією з найвіддаленіших відомих галактик. Її відкриття стало важливим кроком у дослідженні раннього Всесвіту та процесів формування наймасивніших галактик. Радіогалактики, подібні до 4C +41.17, є особливо цікавими для астрономів, оскільки більшість з них містять активні надмасивні чорні діри, які випускають потужне радіовипромінювання.

## Характеристики
4C +41.17 є однією з найбільших радіогалактик раннього Всесвіту, що активно випромінює в інфрачервоному діапазоні. Її емісія нерівномірно розподіляється на площі розмірами 3 × 6 (42 × 84 кпк), що вказує на велику кількість енергії, яку вона випромінює в різних діапазонах. Ця галактика є важливою частиною масивної еліптичної галактики, яка знаходиться в центрі скупчення галактик з низьким червоним зсувом. В центрі галактики розташоване потужне радіо джерело з дуже високою світністю — 1046 ерг/с, це джерело створює релятивістський струмінь.
4C +41.17 є яскравою інфрачервоною галактикою, яка має неймовірно високу швидкість утворення зір — понад 103 маси Сонця на рік. Це робить її дуже важливим кандидатом для досліджень галактик, які перебувають на стадії активного утворення зір. Такі галактики зазвичай спостерігаються в ранньому Всесвіті і є важливими для розуміння процесів, що відбуваються в перші мільярди років після Великого вибуху.